# Tránsito Amaguaña
Rosa Elena Tránsito Amaguaña Alba (Pesillo, 10 de setembro de 1909 – Pesillo, 10 de maio de 2009) foi uma ativista indigenista equatoriana que, em meados do século XX , juntamente a Dores Cacuango, dirigiu a primeira greve de trabalhadores em Olmedo.
Mulher, indígena, analfabeta, maltratada e pobre, a autora inscreveu sua atividade política no sindicalismo indígena, o qual atingiu importante expressão ao se institucionalizar a Federação Equatoriana de Índios em 1944. Pouco depois consegue pôr fim ao sistema de exploração doméstica equatoriana e demanda o cumprimento do Código de Trabalho. Promove e conforma a cooperativa agrária como um dos mecanismos de pressão e reivindicação social e política para exigir ao Estado a entrega de terra para os indígenas.

## Biografia
Seus pais foram Vicente Amaguaña e Mercedes Alba, os quais trabalhavam em uma fazenda latifundista pertencente a Roberto Jarrín e Aquiles Jarrín. Laboravam em uma pequena parcela ou huasipungo junto ao vulcão Cayambe. Os pais de Trânsito Amaguaña aguentaram maltratos de seus padrões durante um longo período de tempo. Trânsito Amaguaña só assistiu à escola durante seis meses, nos quais aprendeu bases de leitura e escritura.
Seus pais padeceram maltrato físico por parte de seus patrões e chefes. Uma vez romperam a cabeça de seu pai por ter ido a laborar com gados sem pedir permissão em sábado. Os indígenas costumavam referir-se entre eles ao patrão como “gamonal” que significa patrão de fazenda, mas que nessa época também simbolizava a exploração mais cruel para ao indígena camponês. Recebiam paga de seu trabalho com alimentos como papa, cevada e trigo.
Pequena, Tránsito começou a trabalhar para os patrões de seus pais aos 7 anos realizando tarefas domésticas, pois considerava-se que já tinha a idade suficiente para lavar, varrer, trazer erva, passar a comida aos trabalhadores da fazenda, entre outras atividades.
Aos quatorze anos foi obrigada a casar com um homem de 25 anos. Um ano depois concebeu o seu primeiro filho. Finalmente, teve 4 filhos com seu único marido. No entanto, o casal durou pouco já que seu esposo era alcóolatra, maltratava-a e não apoiava aos indígenas. Já divorciada, começou seu ativismo comunitário, primeiro através de organizações relacionadas com o Partido Socialista Equatoriano e, depois, em marchas indígenas, como as "marchas a Quito" de 1930, reclamando terras e direitos trabalhistas. Sua participação na greve agrícola de 1931, na localidade de Olmedo custou-lhe a destruição de sua moradia e 15 anos de clandestinidade.
Em 1944, o movimento indígena respaldou a José María Velasco Ibarra, o qual reconheceu oficialmente as organizações originárias camponesas, como a Federação de Indígenas do Equador. Em 1954, Trânsito Amaguaña apoiou a organização dos camponeses da costa, que fundaram a Federação Equatoriana de Trabalhadores Agrícolas do Litoral. Em 1946 fundou a Federação Equatoriana de Índios, junto a outros líderes camponeses para promover a distribuição de terras , e nos anos 1950 impulsionou a fundação de escolas bilingues, em espanhol e quechua. Vinculada ao Partido Comunista, lutando por implantar um sistema cooperativista no campo, em 1961 foi acusada de tráfico de armas, e permaneceu quatro meses encarcerada. Quando saiu, sem cargos, teve que enfrentar o falecimiento de seus pais e de vários de seus filhos. Em 1962 viajou pela primeira vez a Cuba e à União Soviética em representação do PCE e dos indígenas equatorianos ao Congresso do Partido Comunista da URSS.
"Afiliei-me ao partido comunista por fome e por maltrato", assegurou Trânsito enquanto vivia. No âmbito do partido, desenvolveu um modelo particular de liderança feminina. Teve instalada sua moradia em Chimba, mas sua atividade política foi intensa e repartiu-a entre o campo e a cidade.  Encontrava-lha presente às reuniões do Partido Comunista em Quito, e sempre pronta para mobilizar, mediante assembleias, o povo indígena de Cayambe. Na capital dedicava-se a plantações nos campos adjacentes a Quito, como os que se encontravam a um lado do Penal García Moreno.

### Na Comunidade Indígena
Em outro cenário, e a inícios da década da década de quarenta, a população indígena que não fazia parte do sindicalismo, deixava notar que percebia o reflexo do setor indígena envolvido na militancia partidária. Ao amparo da Lei de Comunas, sua capacidade organizativa apareceu frontalmente, bem como o entendimento de sua própria institucionalidade a partir da defesa de direitos fundamentados em sua organização tradicional.
A organização andina possui impresso no entendimento social indígena um sentido de independência étnica. Em fevereiro de 1940, os indígenas pertencentes à comunidade de Cotacachi resolveram reorganizar sua própria organização com o objeto de defender suas terras e opor-se a um possível embargo. Haviam-lhes anunciado, pelo poder público, a obrigação de pagar impostos estabelecidos pelas leis do país, mas eles desconheceram esta obrigação e expressaram que as terras eram deles, que não haviam de pagar nada a ninguém, e que não iam pagar nesse tempo, porque essas terras eram suas heranças.
Em 1936 conseguiu que no Código de Trabalho, como na Lei de Comunas de 1937, pela primeira vez, e baixo o amparo dos sindicatos, se incluísse uma série de normas para regulamentar o trabalho agrícola, as relações entre peões e patrões e a defesa das terras comuns. Junto com Dores Cacuango, outra líder indígena, desde 1946, organizou as escolas bilingues indígenas, com o apoio da dirigente política e mestre Luisa Gómez da Torre, a qual administrava-as secretamente, porque não eram reconhecidas pelo governo da época. Em 1944, o presidente José María Velasco reconheceu às organizações indígenas camponesas como Federação de Indígenas do Equador. Em 1954, Trânsito apoiou a organização camponesa da Costa, que fundaram a Federação Equatoriana de Trabalhadores Agrícolas do Litoral.

### Fundadora da Federação Equatoriana de Índios
Participou na edificação dos primeiros sindicatos agrícolas do país e junto a outros defensores de direitos humanos fundou a "Federação Equatoriana de Índios", em 1944.
A FEI surgiu de uma perspectiva subalterna e não-governamental, e lançou uma agenda bem mais radical. Sempre manteve sua base social nas lutas pela terra, mais que tudo nas fazendas estatais da Junta Central de Assistência Pública (depois Social) em zonas como Chimborazo, Cotopaxi e Cayambe na serra central e norte. Ao invés do IIE, a FEI nasceu como um projecto de colaboração que cultivou a participação activa de militantes indígenas. Uma interpretação errónea da história da FEI cresce parcialmente da suposição de que o Partido Comunista, como outros partidos políticos dessa época, era singularmente um fenômeno próprio das elites urbanas. Os indígenas, no entanto tinham uma presença pequena mas significante no partido. Eles conseguiram abrir os olhos dos esquerdistas urbanos aos importantes aspectos étnicos das lutas indígenas.
Posteriormente, Tránsito promoveu e conformou a cooperativa agrária como um dos mecanismos de pressão social e política para exigir ao Estado a entrega de terra para os índios.
Por iniciativa própria e sem apoio do governo equatoriano, em 1945 iniciou as escolas camponesas, fundando, no área de Cayambe, quatro escolas bilingues (quichua-espanhol), recorda Ecuadorimediato.Ao regressar da União Soviética, em 1963, aonde viajou para assistir a um Congresso, foi detida e encarcerada, acusada de receber dinheiro e armas russas para promover a revolução no país, algo que ela desmentiu. Agitadora beligerante, incansável lutadora, ativista sistente, entregou-se à causa em perseguição constante.

## Falecimento
Trânsito Amaguaña morreu em 10 de maio de 2009, aos 99 anos na mesma comunidade onde nasceu. Ao seu enterro assistiram diversos líderes do setor operário, camponês e indígena de Equador. A perda de uma líder a seus 99 anos, deixa como herança a seu povo sua inquebrantável luta pela terra, água, educação para seus filhos e filhas. Humberto Cholango, presidente da Ecuarunari, assinalou que "a partida de mamãe Tránsito deixa, para o movimento indígena, uma enorme perda e um grande vazio". Una de sus más célebres y recordadas frases esta la siguiente: 
Yo me he envejecido en esta lucha, y ahora lo menos he de morir comunista.

Eu me envelheci nesta luta, e agora o menos é morrer comunista. 